# Molí d'en Peres
El Molí d'en Peres és una obra de Sant Gregori (Gironès) protegida com a Bé Cultural d'Interès Local.

## Descripció
Molí fariner de 170 m2 d'una sola mola i roda hidràulica, amb un habitatge pel moliner. A la planta baixa hi ha la cuina menjador i al pis de dalt el dormitori. El teulat està molt deteriorat. A prop de la bassa hi han les runes d'un altre molí més petit. L'entorn proper i immediat són bons. A prop hi ha la confluència de la riera de Rimau amb el Riudelleques. Es conserva la maquinària: cabra, tremuja, canalot, mola, farinera, etc. I els elements exteriors: resclosa, bassa, estallador, rec i antic habitatge del moliner.